# بولشپانیوشوو
بولشپانیوشوو (به لاتین: Bolshepanyushevo) یک منطقهٔ مسکونی در روسیه است که در سرزمین آلتای واقع شده‌است.